# Зудира (станція)
Зудира (рос. Зудыра) — станція Могочинського регіону Забайкальської залізниці Росії, розташована на дільниці Куенга — Бамівська між станціями Зілово (відстань — 22 км) і Ульякан (11 км). Відстань до ст. Куенга — 166 км, до ст. Бамівська — 583 км; до транзитного пункту Каримська — 398 км.